# Herrmann Hering
Herrmann Conrad Wilhelm Hering (* 5. November 1800 in Büche, Kreis Saatzig; † 1. Februar 1886 in Stettin) war ein deutscher Gymnasiallehrer, Historiker und Insektenkundler. Er forschte und veröffentlichte zur Geschichte Pommerns und betätigte sich als Insektenkundler.

## Leben
Geboren als Sohn eines evangelischen Geistlichen („Prediger“) in Büche im Kreis Saatzig, besuchte er das Gröningsche Gymnasium in Stargard und studierte ab 1819 an der Universität Halle Theologie, Philologie und Geschichte.
1822 kam Hering nach Stettin an das Königliche und Stadtgymnasium, wo er bis zu seinem Ruhestand im Jahre 1876 wirken sollte. Er besuchte bis 1825 das Seminar und war zugleich Hilfslehrer, wurde 1826 ordentlicher Lehrer, erhielt 1838 den Titel eines Professors (Gymnasialprofessor) und rückte 1869 schließlich in die erste Oberlehrerstelle auf. Er unterrichtete Geschichte, Latein und Deutsch. Von 1828 bis 1840 war er auch Baccalaureus des Jageteufelschen Kollegiums, in dem Schüler des Gymnasiums wohnen konnten.
Hering nahm aktiv am gesellschaftlichen und wissenschaftlichen Leben Stettins teil. So engagierte er sich im Stettiner Gartenbau-Verein, dessen Ehrenpräsident er wurde, und war als Freimaurer in der St. Johannis-Loge Zu den drei Zirkeln tätig.
Er forschte zur Geschichte Pommerns und veröffentlichte in der Zeitschrift Baltische Studien, die er 1832 mit ins Leben gerufen hatte. Bis 1874 war er für die Sammlungen der Gesellschaft für pommersche Geschichte und Altertumskunde zuständig.
Ferner betätigte sich Hering als Insektenkundler. Er war 1837 einer der Mitbegründer des Entomologischen Vereins zu Stettin, des ersten entomologischen Vereins in Deutschland, und veröffentlichte mehrere Beiträge über Schmetterlinge in der Stettiner Entomologischen Zeitung.
Hering wurde mit dem Roten Adlerorden IV. Klasse und mit dem Königlichen Kronen-Orden III. Klasse ausgezeichnet. Die Universität Greifswald promovierte ihn 1875 zum Dr. phil. h. c.

## Schriften (Auswahl)
- Das Trinkhorn Herzog Wartislav's V. In: Baltische Studien. Band 1 AF. 1832, S. 372–379.
- Über die Kenntnisse der Alten von dem Lande und den Völkern an der Südseite der Ostsee. 1833.
- Beiträge zur Topographie Stettins in älterer Zeit. In: Baltische Studien. Band 10 AF. 1844, S. 1–86, Volltext in der Google-Buchsuche.